# Settignano
Settignano, en frazione i Florens, Italien.
Konstnären Bartolomeo Ammanati och arkitekten Meo del Caprino är födda i staden.

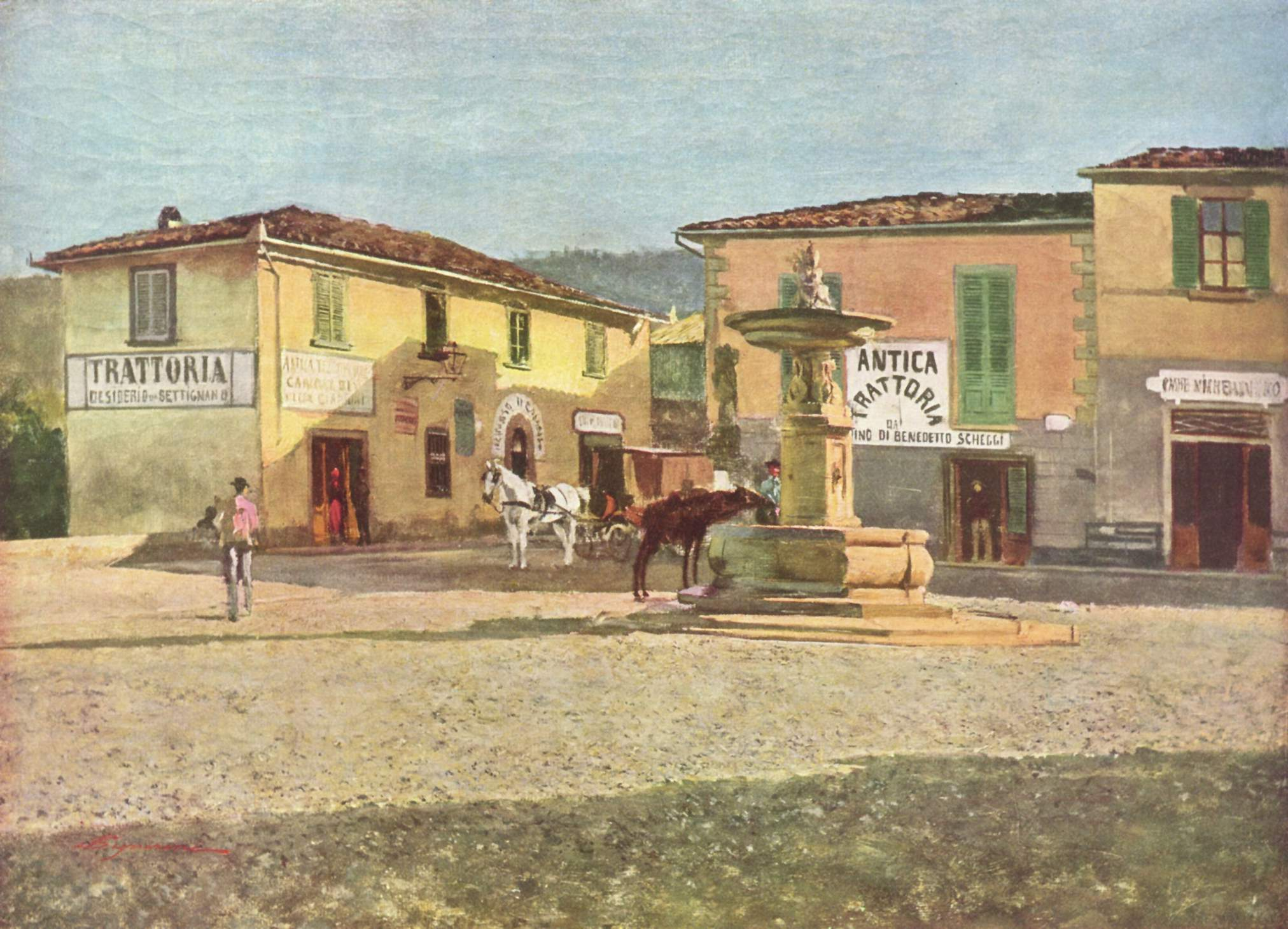
Torget i Settignano målat av Telemaco Signorini 1880.